# جورج سي. بندلتون
جورج سي. بندلتون هو محامي وسياسي أمريكي، ولد في 23 أبريل 1845 في مقاطعة وارن في الولايات المتحدة، وتوفي في 19 يناير 1913 في تمبل في الولايات المتحدة. نشط حزبياً في الحزب الديمقراطي. وقد انتخب Speaker of the Texas House of Representatives ‏ وانتخب عضو مجلس النواب الأمريكي ‏.